# Hegid
 (novembre 2020).
 (novembre 2020).
Hegid est une marque française d'horlogerie de luxe créé en 2015 par Henrick Gauché, son frère Grégory Gauché, et Emeric Delalandre. L'entreprise, est basée à Paris en France, et conçoit des montres mécaniques personnalisables dotées d'une complication d'habillage. Hegid s'est développé avec des produits extra-horlogers, notamment depuis l'arrivée de Jérôme Coste en tant que directeur artistique de la marque en 2019.

## Histoire
Hegid a débuté en 2015 et a dévoilé après 3 années de recherche et développement, une complication d'habillage pour l'horlogerie, une invention brevetée.
Le concept de cette invention est de rendre l'horlogerie mécanique plus durable, en séparant le mouvement mécanique de la forme et du style d'une montre. La capsule (boîtier, mouvement, cadran, aiguilles, couronne et verre) d'une montre Hegid est adaptable en quelques secondes et sans outil à des éléments de style interchangeables: la carrure et le bracelet de la montre. Cette idée est rendue possible grâce à la technologie d'attache rapide brevetée par la marque « EVOL », parfois appelée « Capslock ».
 
La conception, la fabrication, l'assemblage et la finition des montres Hegid sont réalisées en France , entre Besançon et Morteau. Les mouvements des montres Hegid sont quant-à-eux fabriqués en France, à Maîche, dans le Doubs.
En 2019, Jerôme Coste, le fondateur des casques Ruby, rejoint Hegid en tant que directeur artistique. Les montres Hegid sont souvent comparées à des jouets de luxe pour hommes, à la frontière entre la technique horlogère de pointe, et la créativité de la mode.